# Gareud
Gareut (en francès Garéoult) és un municipi francès situat al departament del Var i a la regió de Provença – Alps – Costa Blava.

## Demografia
| 1962                                       | 1968 | 1975  | 1982  | 1990  | 1999  | 2006  |
| ------------------------------------------ | ---- | ----- | ----- | ----- | ----- | ----- |
| 674                                        | 711  | 1.051 | 1.849 | 3.432 | 4.882 | 5.435 |
| Des de 1962: població sense dobles comptes |      |       |       |       |       |       |

## Administració
| Període   | Identitat        | Partit |
| --------- | ---------------- | ------ |
| 1991-2001 | Jean-Louis Bosio |        |
| 2001-2005 | Michel Laffineur |        |
| 2005-     | Gérard Fabre     | UMP    |